# Mauricio Arroyave
José Mauricio Arroyave del Río (Puerto Nare, 5 de octubre de 1967) es un periodista, cronista, locutor y presentador de televisión colombiano.

## Biografía
Mauricio Arroyave nació en Puerto Nare, Antioquia, desde su niñez se radicó en Medellín. Estudió comunicación social y periodismo en la Universidad Pontificia Bolivariana y posteriormente estudió maestría en Asuntos Internacionales en la Universidad Externado de Colombia. En 1993 inició su carrera como presentador del Noticiero ANT de Teleantioquia hasta 2001. 
En 2002 hasta 2011 laboró en CM& como presentador al lado de María Andrea Vernaza y César Augusto Londoño conducido por Yamid Amat. Desde 2013 hasta 2015 estuvo en el Canal Capital en los programas Noticias Capital y El primer Café con Antonio Morales Riveira. En este último tuvo diferencias por el formato de entrevistas con su director Hollman Morris. En 2017 regresó al canal en nueva administración de Darío Montenegro en los programas Vibra Bogotá.
Es el cónyuge del abogado, jurista, político y actual Ministro de Justicia, Néstor Osuna.